# Sekundærproduktion
Sekundærproduktionen er inden for økologien dyrenes produktion ud fra det plante- eller dyremateriale, de har ædt. Sekundærproduktionen begrænses altså i størrelse af primærproduktionen, der sætter rammerne for ethvert økosystem.